# Mandato della Società delle Nazioni
- Rosso: classe A (ex territori dell'Impero ottomano)
- Blu: classe B (ex colonie tedesche in Africa)
- Giallo: classe C (ex Africa Tedesca del Sud-Ovest ed ex colonie tedesche del Pacifico)

- 1 Siria (Francia)
- 2 Libano (Francia)
- 3 Palestina (Impero britannico)
- 4 Transgiordania (Impero britannico)
- 5 Mesopotamia (Impero britannico)

Mandati in Africa (di classe B): 
- 6 Togoland britannico (Impero britannico)
- 7 Togoland francese (Francia)
- 8 Camerun britannico (Impero britannico)
- 9 Camerun francese (Francia)
- 10 Ruanda-Urundi (Belgio)
- 11 Territorio del Tanganica (Impero britannico)

Mandati in Africa (di classe C):
- 12 Africa del Sud-Ovest (Impero britannico-Sudafrica)

- 1 Pacifico Meridionale (Giappone)
- 2 Nuova Guinea (Impero britannico-Australia)
- 3 Nauru (Impero britannico)
- 4 Samoa Occidentali (Impero britannico-Nuova Zelanda)

Il mandato della Società delle Nazioni si riferisce allo stato giuridico di alcuni territori previsto dalla convenzione della Società delle Nazioni.

## Storia
Venne utilizzato dopo la fine della prima guerra mondiale: la perdita da parte dell'Impero tedesco delle colonie fu sancita dal trattato di Versailles del 1919 ed esse furono spartite fra gli Alleati della prima guerra mondiale il 7 maggio 1919. I territori ottomani furono divisi per la prima volta con il trattato di Sèvres del 1920 e sanciti definitivamente dal trattato di Losanna del 1923. La spartizione dei territori turchi fu stabilita dalle Potenze Alleate nella conferenza di Sanremo nel 1920. Sebbene la maggior parte dei mandati fosse situata in Africa, Asia e Pacifico, questo strumento fu applicato anche in Europa, in casi importanti come quelli di Danzica, Memel e Saar, tutti territori precedentemente tedeschi.
Dall'entrata in vigore dello Statuto delle Nazioni Unite nel 1945, il mandato della Società delle Nazioni (eccetto per l'Africa del Sud-Ovest) divenne l'amministrazione fiduciaria delle Nazioni Unite, come convenuto dalla conferenza di Jalta.

## Generalità
Era uno strumento giuridico previsto dall'art. 22 del patto istitutivo della Società delle Nazioni; tutti i territori soggetti al mandato erano precedentemente controllati dagli stati sconfitti nella prima guerra mondiale, principalmente l'Impero tedesco e l'Impero ottomano. I mandati erano fondamentalmente diversi dal protettorato, in quanto le potenze Mandatarie avevano degli obblighi con gli abitanti dei territori e la Società delle Nazioni. I mandati rispondevano alla Commissione permanente dei mandati che informava il Consiglio della SDN, tuttavia le potenze mandatarie governarono i mandati come delle loro colonie a tutti gli effetti, il Belgio addirittura incorporò il mandato del Ruanda-Urundi nel Congo Belga come settima provincia.
Venivano distinti tre tipi di mandati in base al grado di sviluppo delle popolazioni, la collocazione geografica del territorio, le sue condizioni economiche.
- Siria e Libano: Francia; Palestina, Transgiordania ed Iraq: Regno Unito
- Togo e Camerun: Francia e Regno Unito; Tanganica: Regno Unito; Ruanda-Urundi (Ruanda e Burundi): Belgio;
- Nuova Guinea, isole del Pacifico a sud dell'equatore: Australia; Samoa occidentali: Nuova Zelanda; Isole del Pacifico a nord dell'equatore: Giappone; Africa del Sud-Ovest: Unione Sudafricana.

Il processo di sviluppo del mandato si svolgeva in due fasi:
1. la rimozione di sovranità dei precedenti stati controllori
2. il trasferimento dei poteri agli stati alleati dotati del diritto mandatorio.

## Regole per l'istituzione
Secondo il Consiglio della Lega delle Nazioni, riunitosi nell'agosto del 1920: "le ipotesi di Mandati stabilite dalle Potenze Alleate e Associate non saranno definitive finché non saranno state esaminate e approvate dalla Lega... il titolo legale assunto dalla Potenza mandataria dovrà essere duplice: uno conferito dalle Potenze Principali e l'altro dalla Lega delle Nazioni."
Erano necessarie tre fasi per istituire un Mandato sotto la legge internazionale: (1) Le Principali Potenze Alleate e Associate conferivano un Mandato ad una di esse o ad una terza potenza; (2) tali Potenze notificavano ufficialmente al Consiglio della Lega delle Nazioni che una certa Potenza era stata nominata mandataria per un certo territorio; e (3) il Consiglio della Lega delle Nazioni prendeva ufficialmente nota della nomina della Potenza mandataria e la informava che il Consiglio la considerava "investita del Mandato, e allo stesso tempo le notificava i termini del Mandato, dopo essersi assicurato che essi fossero conformi alle disposizioni della Convenzione."

## Tipi di mandati
Il livello di controllo e di potere esercitabili da parte delle Potenze mandatarie in ognuno dei territori era deciso dalla Lega delle Nazioni. Prescindendo da questo, era venuto in ogni caso stabilito che alla Potenza mandataria fosse proibito di costruire fortificazioni in queste regioni ed era inoltre obbligatorio che venisse presentato un rapporto annuale sui progressi dei vari territori sotto proprio Mandato alla Società delle Nazioni. Tale disposizione si reinseriva internamente alla visione wilsoniana di autodeterminazione dei popoli come principio non solo europeo ma universale. Nonostante ciò, questo territori amministrati per mandato erano visti dalle potenze imperiali europee come delle vere e proprie colonie "de facto", ossia come parte integrante dei propri imperi coloniali e in legittimazione al fatto del loro essere le nazioni uscite vincitrici dal grande conflitto del ventesimo secolo. I Mandati erano divisi in tre diversi gruppi a seconda del livello di sviluppo conseguito da ciascuna popolazione locale.

### Mandati di classe A
Il primo gruppo, o "Mandati di classe A", era costituito dalle aree prima controllate dall'Impero ottomano e che si riteneva avessero "raggiunto uno stadio di sviluppo in cui la loro esistenza come Nazioni indipendenti poteva essere riconosciuta anche se provvisoriamente soggetta all'assistenza amministrativa di una Potenza Mandataria fino a quando non fossero stati in grado di governarsi da soli". Erano Mandati di classe A:
- Iraq (Regno Unito), 10 agosto 1920 - 3 ottobre 1932, divenuto poi un regno indipendente.
- Palestina (Regno Unito), dal 25 aprile 1920 (effettivo dal 29 settembre 1923) al 14 maggio 1948 (indipendenza di Israele). Fino al 25 maggio 1946 includeva anche la Transgiordania (divenuto poi il Regno di Giordania).
- Siria (Francia), 29 settembre 1923 - 1º gennaio 1944, comprendente anche il Libano. La provincia di Hatay (precedentemente il sangiaccato ottomano di Alessandretta) fu separata dal Mandato e divenne un protettorato francese, fino a quando fu ceduta alla Repubblica turca.

In conclusione, entro il 1948 questi Mandati erano tutti stati sostituiti da monarchie (Iraq, Giordania) o repubbliche (Israele, Libano, Siria).

### Mandati di classe B
Il secondo gruppo, o Mandati di classe B, era formato da tutti i precedenti Schutzgebiete (Territori tedeschi) nelle regioni sub-sahariane dell'Africa centro-occidentale, che si riteneva richiedessero un maggiore livello di controllo da parte della Potenza mandataria: "... la Potenza mandataria dev'essere responsabile dell'amministrazione del territorio, a condizione che garantisca la libertà di coscienza e di religione". Infine, era proibito costruire basi militari o navali all'interno del Mandato. Mandati di classe B furono:
- Ruanda-Urundi (Belgio), precedentemente due distinti protettorati tedeschi, furono uniti in un singolo Mandato dal 20 luglio 1922, ma nel periodo 1º marzo 1926 - 30 giugno 1960 furono in unione amministrativa con la colonia del Congo belga. Dal 13 dicembre 1946 furono denominati Amministrazione fiduciaria delle Nazioni Unite (fino alla loro separata indipendenza il 1º luglio 1962).
- Tanganica (Regno Unito), dal 20 luglio 1922. L'11 dicembre 1946 fu trasformato in un'Amministrazione fiduciaria delle Nazioni Unite; dal 1º maggio 1961 sperimentò l'autogoverno Tanganica, divenendo indipendente il 9 dicembre 1961 (come dominion). Il 9 dicembre 1962 si trasformò in una repubblica e nel 1964 si unì a Zanzibar, prendendo il nome di Tanzania.

Erano Mandati di classe B anche altri due territori tedeschi, ciascuno diviso in un Mandato inglese e in uno francese, secondo le precedenti zone di occupazione militare:
- Camerun, che il 20 luglio 1922 fu diviso in un Camerun britannico (governato da un Residente) e un Camerun francese (governato da un Commissario fino al 27 agosto 1940, poi da un Governatore). Il 13 dicembre 1946 furono trasformati in Amministrazioni fiduciarie delle Nazioni Unite, di nuovo con un'amministrazione Britannica e una francese.
- la precedente colonia tedesca del Togoland, divisa in Togoland britannico (governato da un governatore, carica ricoperta dal Governatore della Costa d'oro (attuale Ghana), tranne che dal 30 settembre 1920 all'11 ottobre 1923 sotto Francis Walter Fillon Jackson) e Togoland francese (governato da un Commissario). Il 13 dicembre 1946 i due Mandati furono trasformati in Amministrazioni fiduciarie delle Nazioni Unite: un Togoland francese, territorio associato (governato da un Commissario fino al 30 agosto 1956, poi da un Alto Commissario come Repubblica Autonoma del Togo) e un Togoland britannico (che il 13 dicembre 1956 cessò di esistere divenendo parte del Ghana).

### Mandati di classe C
Un ultimo gruppo, i Mandati di classe C, che includeva l'Africa sud-occidentale e alcune isole del Pacifico meridionale, furono considerati da amministrare "secondo le leggi della Potenza mandataria come parte integrante del suo territorio". I mandati di classe C erano precedenti possedimenti tedeschi, ovvero:
- la Nuova Guinea Tedesca, assegnata al Regno Unito a partire dal 17 dicembre 1920 e unita con il Territorio della Papuasia governata da un Amministratore; poi, in tempo di guerra fu soggetta prima al comando militare giapponese e poi a quello americano, fino a quando l'8 dicembre 1946 fu trasformata in un Mandato ONU con il nome di Nuova Guinea nord-orientale (sotto il controllo amministrativo australiano), finché conquistò l'indipendenza costituendosi nell'attuale Papua Nuova Guinea.
- Nauru, prima della guerra facente parte della Nuova Guinea tedesca, il 17 dicembre 1920 fu assegnato congiuntamente a Regno Unito, Nuova Zelanda e Australia, anche se di fatto era controllato da quest'ultima. Il 1º novembre 1947 fu trasformato in un'Amministrazione fiduciaria ONU sotto le stesse tre Potenze, finché non ottenne l'indipendenza costituendosi in Repubblica il 31 gennaio 1968.
- le ex Samoa tedesche, che il 17 dicembre 1920 furono rinominate Samoa occidentali (per distinguerle dalle Samoa americane) e trasformate in Mandato affidato a Regno Unito e Nuova Zelanda. Dal 25 gennaio 1947 fino alla loro indipendenza il 1º gennaio 1962 furono un'Amministrazione fiduciaria delle Nazioni Unite
- Mandato del Pacifico meridionale (Giappone)
- Africa sud-occidentale al Regno Unito, il governo britannico decise di annettere l'Africa sud-occidentale all'Unione Sudafricana

## Sviluppi successivi
Dopo l'abolizione della Lega delle Nazioni, tutti vecchi mandati che rimasero sotto il controllo di una potenza coloniale furono trasformati, con una sola eccezione, in Amministrazioni fiduciarie dall'ONU, uno status pressoché equivalente. Anche le potenze affidatarie rimasero le stesse, con l'eccezione del Giappone, che aveva perso la guerra e il cui mandato del Pacifico Meridionale fu trasferito agli Stati Uniti d'America. L'unico mandato che mantenne il vecchio status fino all'indipendenza (1990) fu l'Africa sud-occidentale, ovvero l'attuale Namibia. Quasi tutti i vecchi mandati della Società delle Nazioni erano Stati sovrani nel 1990, compresi quelli che erano divenuti amministrazioni fiduciarie ONU. 

### Divisione del Mandato giapponese del Pacifico Meridionale
Le uniche eccezioni erano alcune parti del Territorio fiduciario delle Isole del Pacifico (ex mandato giapponese del Pacifico Meridionale) che era stato gradualmente smembrato. In particolare le Isole Marianne Settentrionali sono divenute parte del Commonwealth americano (tutt'oggi governate da un governatore e prive di un proprio capo di Stato che è il presidente statunitense in carica), la Micronesia e le Isole Marshall avevano ottenuto l'indipendenza il 22 dicembre 1990 (dopo che il Consiglio di Sicurezza dell'ONU ebbe ratificato la fine dell'amministrazione fiduciaria, effettivamente terminata già il 10 luglio 1987) e la Repubblica di Palau, ultimo territorio facente parte del mandato, ottenne l'indipendenza il 1º ottobre 1994.